# Clown et ses chiens
Pour plus de détails, voir Fiche technique et Distribution.
Clown et ses chiens est un court métrage de dessin animé réalisé par Émile Reynaud en 1890 et projeté pour la première fois le 28 octobre 1892. Ce métrage utilise le procédé du théâtre optique, permettant à Reynaud de projeter un film peint, à la main, en couleurs alors que le cinématographe des frères Lumière n'existait pas encore.
Ce film fait partie de la première programmation des Pantomimes Lumineuses dont les projections eurent lieu au Cabinet fantastique du musée Grévin de octobre 1892 à février 1894. Cette programmation comprend deux autres films : Un bon bock (peint en 1888) et Pauvre Pierrot (peint en 1891).
La bande originale est détruite. La plaque de lanterne magique du décor est conservée par la Cinémathèque française.

## Synopsis
Le clown entre et salue. Les trois caniches font divers exercices : se tiennent debout, prennent la baguette dans leur gueule, passent à travers un cerceau, marchent sur une boule, sautent par-dessus la baguette, etc.

## Fiche technique
Source IMDb
- Titre original : Clown et ses chiens
- Réalisation et scénario : Émile Reynaud
- Musique : Gaston Paulin
- Pays d':  France
- Genre : court métrage de dessin animé de comédie et de pantomime
- Durée : environ 10 minutes
- Format : couleur (pellicule peinte à la main) - 1,33:1 - muet
- Date de sortie : 
  - France : 28 octobre 1892
  - États-Unis : 16 novembre 1892